# Ordine dei Fiori di Paulonia
L'Ordine dei Fiori di Paulonia (桐花章?, tōkashō) è un'onorificenza giapponese fondata dall'Imperatore Meiji del Giappone. L'Ordine nacque come classe più alta dell'Ordine del Sol Levante.

## Storia
Il 10 aprile 1875 (Meiji 8) fu istituito l'Ordine del Sol Levante, il primo ordine cavalleresco dell'Impero del Giappone. Circa 15 anni dopo, nel 1888 (Meiji 21), fu istituito il Gran Cordone con Fiori di Paulonia dell'Ordine del Sol Levante (勲一等旭日桐花大綬章?, kun'ittō kyokujitsutōka daijushō) come grado superiore al Gran Cordone dell'Ordine del Sol Levante (勲一等旭日大綬章?, kun'ittō kyokujitsu daijushō). Fino alla revisione del sistema di onorificenze del 3 novembre 2003 (Heisei 15), l'Ordine dei Fiori di Paulonia era la classe più alta dell'Ordine del Sol Levante e non poteva essere indossato insieme ad esso, ma adesso possono essere indossati insieme, poiché sono due ordini separati. Sempre dal 2003, l'ordine è aperto anche alle donne.

## Classi
L'Ordine possiede una sola classe, il Gran Cordone (大綬章?, daijushō), nato come classe più alta dell'Ordine del Sol Levante. Per quanto ormai sia un Ordine completamente indipendente, viene ancora trattato come classe superiore del Sol Levante: non è consuetudine, infatti, che si indossino contemporaneamente le insegne dell'Ordine dei Fiori di Paulonia e del Sol Levante, poiché è buona regola indossare solo le insegne della classe più alta di un determinato ordine.

## Insegne
- La medaglia dell'Ordine consiste in una croce smaltata di bianco con le braccia tripartite e bordate di rosso, riportante al centro l'emblema del disco solare smaltato di rosso e circondato da raggi rossi orlati di bianco. Tra le braccia della croce si trovano tre fiori di paulonia. La medaglia è sospesa al nastro tramite tre fiori di paulonia con foglie.

- La stella dell'Ordine riprende le medesime forme della medaglia, ad eccezione dei tre fiori di paulonia con foglie che non ci sono in quanto la decorazione è da petto e non sospesa a nastro. Va portata sul petto a sinistra.

- Il nastro è rosso con una striscia bianca per parte. Viene conferito sotto forma di gran cordone da portare dalla spalla destra al fianco sinistro. Prima del 2003, il nastro era largo 106 mm.

     Attivo
     Insegna secondaria
| Insegne                                   |
| ----------------------------------------- |
| Gran Cordone (桐花大綬章?, tōka daijushō) |

## Criteri di assegnazione
Attualmente, l'Ordine dei Fiori di Paulonia segue i criteri di assegnazione dell'Ordine del Sol Levante e dell'Ordine del Sacro Tesoro, e viene assegnato a coloro che hanno compiuto un servizio molto superiore a quello necessario per ottenere i due Ordini inferiori.
Generalmente l'Ordine viene assegnato a Primi Ministri, Presidenti di una delle due Camere della Dieta Nazionale o Giudici Capo della Corte Suprema, mentre nell'ambito privato può essere assegnato a dirigenti aziendali di particolare successo o a presidenti della Japan Business Federation che hanno ottenuto risultati significativi.
Come gli altri ordini giapponesi, l'Ordine dei Fiori di Paulonia può essere conferito postumo.

## Insigniti notabili
- Mahathir Mohamad, 2018
- Howard Baker, 2008[2]
- Hiroyuki Kurata[2]
- Radhabinod Pal (1966)
- Józef Piłsudski (1867-1935)
- Principe Imperiale Ui (1877-1955)
- Wu, Principe di Corea (1912-1945)
- Yamagata Aritomo (1838-1922)
- Matsushita Konosuke (1894–1989)[3]
- Akira Machida
- Tomiichi Murayama
- Shoichiro Toyoda
- George Mountbatten, II marchese di Milford Haven
- Tanaka Giichi